# Jack Rissonga
Jack Rissonga (Port-Gentil, 22 de febrero de 1996) es un futbolista gabonés que juega en la demarcación de centrocampista para el Les Herbiers VF del Championnat National 2.

## Selección nacional
El 17 de octubre de 2023 hizo su debut con la selección de fútbol de Gabón en un encuentro amistoso contra Guinea que finalizó con un resultado de empate a uno tras el gol de Serhou Guirassy para Guinea, y de Aaron Boupendza para Gabón.

## Clubes
| Club            | País    | Año       | Partidos | Goles |
| --------------- | ------- | --------- | -------- | ----- |
| AS Pélican      | Gabón   | 2015      |          |       |
| Stade Mandji    | Gabón   | 2015-2016 | 3        | 4     |
| AS Mangasport   | Gabón   | 2016-2017 | 1        | 1     |
| Stade Mandji    | Gabón   | 2017-2018 |          |       |
| Avoine OCC      | Francia | 2019-2024 | 115      | 21    |
| Les Herbiers VF | Francia | 2024-     | 10       | 0     |